# Shelley Rudman
Shelley-Marie Rudman  (* 23. März 1981 in Swindon) ist eine ehemalige britische Skeletonfahrerin.

## Werdegang
Shelley Rudman startete für das Team Bath und lebt in Pewsey. Sie wurde von ihrem späteren Ehemann Kristan Bromley, Richard Bromley und sich selbst für die Strecke trainiert, sowie von Mark Campbell für Ausdauer. 2002 begann sie mit dem Skeletonsport. Ihre ersten Erfolge waren auf nationaler Ebene. 2004 und 2005 wurde sie britische Meisterin. International machte sie erstmals Ende 2004 mit dem Gewinn eines Skeleton-Europacup-Rennens in Igls auf sich aufmerksam. Auf derselben Bahn schlug sie Anfang 2005 auch alle Konkurrentinnen und gewann die Winter-Universiade 2005 in ihrer Disziplin. Den ersten wirklich großen Erfolg feierte sie überraschend, als sie Anfang 2006 in St. Moritz hinter Maya Pedersen-Bieri Vizeeuropameisterin wurde. Es folgten mit einem vierten Platz in St. Moritz und einem sechsten Platz in Altenberg nun auch erstmals nennenswerte Ergebnisse im Weltcup. Bei den Olympischen Winterspielen 2006 in Turin gewann sie einen Monat später überraschend die Silbermedaille. Die Saison 2007/08 begann sie erst zu Beginn des Jahres 2008 und nur im neu geschaffenen Skeleton-Intercontinentalcup, weil sie im Oktober 2007 ihr erstes Kind zur Welt brachte. Schnell konnte sie an ihre früheren Leistungen anknüpfen und auch wieder in den Weltcup aufsteigen. Im Dezember konnte Rudman in Igls ihr erstes Weltcuprennen gewinnen. 2009 gewann sie bei der Skeleton-Europameisterschaft 2009 in St. Moritz ihren ersten Titel. Bei den Olympischen Winterspielen 2010 in Vancouver erreichte sie den sechsten Platz. In den Saisonen 2008/09 hinter Marion Trott, 2009/10 hinter Mellisa Hollingsworth-Richards und 2010/11 hinter Anja Huber wurde sie dreimal in Folge Zweitplatzierte in der Gesamtweltcupwertung. Zudem gewann sie jeweils zwei Saisonrennen. 2011 gewann Rudman in Winterberg erneut den Titel bei den Europameisterschaften. Bei der Weltmeisterschaft 2011 wurde sie Vierte.
In den Winter 2011/12 startete Rudman mit einem fünften Platz in Innsbruck-Igls. Am 7. Januar 2012 fuhr sie in Altenberg als Dritte aufs Podium. Wenig später sicherte sie sich den Sieg am Königssee. In St. Moritz feierte sie einen weiteren zweiten Platz. Auch in Whistler und Calgary stand sie auf dem Podest. Bei der Weltmeisterschaft 2012 wurde sie Vierte im Einzel und Siebente mit der Mixed-Staffel. Wenig später feierte sie ihren ersten und einzigen Gesamtweltcup-Sieg. In der Saison 2012/13 feierte sie einen weiteren Sieg in Winterberg. Bei der Skeleton-Weltmeisterschaft 2013 in St. Moritz gewann sie ihren ersten und einzigen Weltmeistertitel. An diesen Erfolg konnte sie nicht mehr anknüpfen. Lediglich Anfang 2014 gelangen ihr noch einem zwei Dritte Plätze im Weltcup. Nach den Olympischen Winterspielen 2014 in Sotschi, bei denen sie im Einzel auf Platz 16 fuhr, beendete sie ihre aktive Karriere.

## Privates
Rudman ist Athletenbotschafterin der Entwicklungshilfeorganisation Right To Play. Sie ist mit dem ehemaligen Skeletonpiloten Kristan Bromley verheiratet und hat zwei Töchter.